# Professor Hannibal
Professor Hannibal ist ein Schwarzweißfilm des ungarischen Regisseurs Zoltán Fábri aus dem Jahr 1956.

## Inhalt
Professor Nyúl, Lateinlehrer an einem Gymnasium, hat wegen seiner Verehrung des Karthager Feldherrn Hannibal von seinen Schülern den Spitznamen Hannibal bekommen. Es ist die Zeit um 1930, als das autoritäre Horthy-Regime an der Macht ist. Nyúl hat soeben eine Studie veröffentlicht, in der er behauptet, dass Hannibal nicht durch Selbstmord sein Leben beendet hat, sondern durch eine Revolution seiner Landsleute ums Leben kam.
Zunächst wird die Studie mit Wohlwollen aufgenommen, bis ihn ein Abgeordneter, ein früherer Schulfreund, als „Agent Moskaus“ öffentlich diffamiert. Kollegen und Nachbarn gehen zu ihm auf Distanz. Trotz eines Gesprächs mit dem Abgeordneten, der den Text noch nicht einmal gelesen hat, bleibt dieser bei seinem Urteil. Nyúls gerät unter öffentlichen Druck, seine Thesen im Sinne der herrschenden Machthaber zu revidieren, weigert sich aber, bis er von einem fanatisierten Mob fast gelyncht wird. In der kitschig-heroischen Neufassung seiner Untersuchung lässt er Hannibal einen Heldentod sterben. Der Mob jubelt ihm zu, drängt sich um ihn, er fällt dabei in einen Abgrund und stirbt.

## Produktion und Veröffentlichung
Das Drehbuch zum Film entstand auf der Grundlage der Erzählung Der von den Toten erweckte Hannibal von Ferenc Móra. Die Erzählung erschien 1955 in einer gekürzten Fassung, in der alle Stellen entfernt worden waren, in denen Zustände in der Sowjetunion kritisch betrachtet und von Obrigkeit als anstößig empfunden wurden. Grundlage des Drehbuchs ist diese gekürzte Fassung. Die Hauptrolle des Professors war mit Ernö Szabó, damals ein Star auf ungarischen Theaterbühnen, besetzt.
Die Uraufführung des Films fand am 15. Oktober 1956, knapp vor dem Ungarischen Volksaufstand, in einem Budapester Kino statt. Nach der Niederschlagung des Aufstandes wurde der Film zunächst verboten, nach Konsolidierung der Machtverhältnisse in Ungarn aber wieder zugelassen. 1957 war er der Beitrag Ungarns zum Karlsbader Filmfestival. Am 21. Februar 1958 kam er in die DDR-Kinos. In der Bundesrepublik Deutschland lief der Film erstmals 1960 in einem Münchner Kino.

## Rezeption
In einem Kommentar des Institut Lumière heißt es: „Wenn der Film auch die Diktatur in Ungarn in den 1930ern anprangert, so ist Zoltán Fábri mutig genug, auch den Stalinismus in den Blick zu nehmen. In einem gesellschaftlich-historischen Kontext, besorgt um die Gedankenfreiheit, verteidigt der Film die Rechte des Einzelnen und wendet sich gegen alle totalitären Ideen, überall und besonders in seiner Zeit.“
Der Kritiker des Spiegel fasst die Reaktion der Presse nach der Erstaufführung in München 1960 wie folgt zusammen: „[...] in einem kleinen Münchner Kino lief ein normalformatiger Schwarzweiß-Film an, der von den Kritikern mit ungewöhnlichem Applaus quittiert wurde. ‚Es gibt Montagen, Einstellungen und Kamerafahrten‘, entzückte sich der Münchner Rezensent Karsten Peters, ‚die ... in die Geschichte der Filmkunst eingehen werden.‘ Die Hamburger »Welt« zählte den Film gar zu den Kinostücken, ‚die plötzlich da sind und durch ihre Meisterschaft verblüffen‘. Ebenso beeindruckt zeigte sich der Kritiker der »Süddeutschen Zeitung«, der ‚den künstlerischen Einfallsreichtum‘, den ‚formalen Glanz‘ und vor allem die ‚unverbrauchte, von westlicher Konfektion weit entfernte Ursprünglichkeit‘ des Films rühmte.“
1969 und 2000 wurde der Film von der Ungarischen Filmkritik auf die Liste der 12 besten ungarischen Filme 1948–1958 gesetzt.